# Sporvidde
Sporvidde er den indvendige afstand mellem jernbaneskinner på en skinnevej – det være sig jernbane, sporvej, rutsjebane, minebane etc. Begrebet bruges også om afstanden mellem (midten af) en bils hjulpar.
Afstanden måles mellem indersiden af skinnehovederne. Normalspor har en sporvidde på 1435 mm som fastlagt af George Stephenson i forbindelse med anlægget af Stockton-Darlington Jernbane – normalt anerkendt som verdens første jernbane. Smalspor betegner sporvidder under 1435 mm, bredspor tilsvarende over 1435 mm.
Preussische Kleinbahngesetz fra 1892 fastlagde fire sporvidder som værende dækkende for behovet i Preussen og denne lov blev normdannende for hele det nordtyske område og nabolande, herunder Danmark. Den største af de i denne lov fastlagte smalspor, 1000 mm (benævnt meterspor), blev stort set enerådende blandt danske smalsporede jernbaner og anvendtes også af Århus sporveje (derimod havde roebanerne en sporvidde på 700 mm og Faxe Jernbane 791 mm, mens andre industribaner kunne have nærmest vilkårlige sporvidder), mens man eksempelvis i Sverige i stedet hyppigt brugte 891 mm (svarende til tre svenske fod) og i Norge 1067 mm (kaldt kapspor efter dens dominans i Kap-provinsen).
Årsagen til valg af smallere sporvidder var ofte økonomisk, idet smalsporede baner kunne anlægges med skarpere kurver og dermed bedre tilpasses de lokale forhold uden fordyrende ekstra anlæg. Imidlertid betød brugen af forskellige sporvidde at gods skulle omlades manuelt. Det var upraktisk, og i takt med stigende lønninger blev ekstraomkostningerne tilsvarende større. En række smalsporede baner blev derfor efterhånden ombygget til normalspor eller nedlagt. Andre steder indførtes specialmateriel, som normalsporede godsvogne kunne læsses op på, så omladning af godset kunne undgås.
Også den anden vej i forhold til bredspor opstod der problemer. Her er de gængse løsninger i dag enten at udskifte hjulsættene på vognene eller benytte hjulsæt, hvor hjulene kan forskydes til siden.
Normalspor er stort set enerådende i Nordamerika og på europæiske hovedlinjer med undtagelse af Den Iberiske Halvø, Irland og de tidligere russiske – senere sovjetiske – domæner (således Finland). Bredspor er til gengæld dominerende i Sydamerika, Indien og som nævnt Spanien, Portugal og Rusland. Kapspor bruges af en del afrikanske lande og Japan, mens metersporet er dominerende i enkelte lande i Afrika og Asien.
Den mindste sporvidde anvendt ved jernbaner er 260 mm; den skulle kunne opleves på Wells Walsingham Light Railway (10 km). En sporvidde på 2000 mm skulle stadig kunne opleves på CairnGorm Mountain Railway. En sporvidde på 2440 mm har været anvendt på en tømmerbane i USA (Oregon) og endelig skal der have været planer i Tyskland i 1930'erne om et stamnet af baner i Europa med en sporvidde på 3000 mm.
Denne liste viser en oversigt over jernbanespor efter størrelse. Der måles en sporvidde mellem skinnernes inderside.